# Екологія людини (фонд)
«Еколо́гія люди́ни» (рос. Экология человека) — удмуртський республіканський громадський фонд медичних технологій, створений в 1995 році. Президент фонду — А. П. Кубашев.
Мета фонду — формування майна на основі добровільних внесків та використання його на розробку і впровадження в медичну практику нових екологічних методів діагностики та лікування. Фонд передбачає також і науково-просвітницьку діяльність для більше широкого впровадження в практику охорони здоров'я методів діагностики та лікування, які мають мінімальне число ускладнень, побічних дій.

## Джерело
- Удмуртская республика : энциклопедия / гл. ред. В. В. Туганаев. — Ижевск : Удмуртия, 2000. — 800 с. — 20 000 экз. — ISBN 5-7659-0732-6.